# Фанфан-тюльпан (фильм, 2003)
«Фанфан-тюльпан» (фр. Fanfan La Tulipe) — комедийный художественный фильм режиссёра Жерара Кравчика, ремейк одноимённого фильма 1952 года.

## Сюжет
Франция, XVIII век, на престоле король Людовик XV. Франция постоянно с кем-то воюет. Король обнаруживает, что для ровного счета ему не хватает 38 солдат. По Франции объявлена кампания по вербовке в солдаты. Фанфан, спасаясь от преследования родственников соблазнённой им девушки, записывается в армию. Цыганка нагадала ему, что он будет мужем дочери короля. Выясняется, что цыганка — Аделина, дочь вербовщика, заманивающая таким образом новых рекрутов. Поняв, что это уловка, Фанфан не отступает от своей мечты и встаёт под королевские знамёна. По дороге в полк он спасает маркизу де Помпадур и дочь короля от нападения разбойников, получая в благодарность брошь в виде тюльпана.

## В ролях
| Актёр             | Роль         |
| ----------------- | ------------ |
| Венсан Перес      | Фанфан       |
| Пенелопа Крус     | Аделина      |
| Дидье Бурдон      | Людовик XV   |
| Магдалена Мельцаж | Принцесса    |
| Мишель Мюллер     | Траншмонтань |
| Жак Динам         | Шавиль       |